# Juki Onodera
Juki Onodera (オノデラ ユキ, Onodera Juki, * 25. října 1962) je významná japonská fotografka.

## Životopis
Vystudovala školu Kuwazawa Design School v Tokiu. Žije a pracuje ve Francii.
Onodera ráda s obrázky manipuluje technikou koláže nebo manipuluje se svým objektivem, například vložením perly přímo do fotoaparátu.
Náhoda, i když je kontrolovaná, hraje v její práci velkou roli. Elegance jejích velkoformátových černobílých záběrů je doprovázena jemností rámování a tématu. O svých dílech autorka uvádí: „Divák by neměl být spokojen se svým prvním dojmem; stále by měl čtení fotografií zpřesňovat, aby se přiblížil jejich pravdě.“

## Ocenění
- 2001, New Photographer, Cena Higašikawy
- 2002, Cena za fotografii Ihei Kimury
- 2006, Prix Niépce

## Publikace
- How to Make a Pearl, Nazraeli Press, 2002
- Transvest, Nazraeli Press, 2005, ISBN 978-1-59005-086-6